# Zelotes donnanae
Zelotes donnanae FitzPatrick, 2007 è un ragno appartenente alla famiglia Gnaphosidae.

## Etimologia
Il nome della specie è in onore della biologa che ha assistito e lavorato alle prime fasi di questo studio: Karen Donnan.

## Caratteristiche
Questa specie non è stata attribuita a nessun gruppo: si distingue dalle altre per avere i margini laterali della piastra dell'epigino ampiamente ricurvi e i dotti mediani di forma semplice, peculiarità che finora non sono state riscontrate altrove.
L'olotipo femminile rinvenuto ha lunghezza totale è di 4,25mm; la lunghezza del cefalotorace è di 1,67mm; e la larghezza è di 1,38mm.

## Distribuzione
La specie è stata reperita nel Congo orientale: l'olotipo femminile è stato rinvenuto in località Kahuzi Summit, appartenente al Parco nazionale di Kahuzi-Biega.

## Tassonomia
Al 2016 non sono note sottospecie e dal 2007 non sono stati esaminati nuovi esemplari.